# 가해군
군론에서 가해군(可解群, 영어: solvable group)은 아벨 군들만을 사용한 군의 확대로 나타낼 수 있는 군이다.

## 정의
어떤 군 {\displaystyle G}가 다음과 같은 꼴의 정규부분군열
{\displaystyle 1=G_{0}\vartriangleleft G_{1}\vartriangleleft \cdots \vartriangleleft G_{k}=G}
을 가지고, 또한 모든 {\displaystyle G_{i+1}/G_{i}}가 아벨 군이라면  {\displaystyle G}를 가해군이라고 한다.
어떤 군 {\displaystyle G}가 다음과 같은 꼴의 정규부분군열
{\displaystyle 1=G_{0}\vartriangleleft G_{1}\vartriangleleft \cdots \vartriangleleft G_{k}=G}
을 가지고, 또한
{\displaystyle G_{i}\vartriangleleft G}
이며 모든 {\displaystyle G_{i+1}/G_{i}}가 순환군이라면 {\displaystyle G}를 초가해군(超可解群, 영어: supersolvable group)이라고 한다. 모든 초가해군은 가해군이나, 그 역은 성립하지 않는다.

## 성질

### 함의 관계
다음과 같은 포함 관계가 성립한다.
아벨 군  ⊊ 데데킨트 군  ⊊ 멱영군 ⊊ 가해군
초가해군 ⊊ 가해군
유한 생성군의 경우, 추가로 다음 포함 관계가 성립한다.
멱영군  ⊊ 초가해군

### 연산에 대한 닫힘
군 {\displaystyle G}와 정규 부분군 {\displaystyle N\vartriangleleft G}에 대하여, 다음 두 조건이 서로 동치이다.
- {\displaystyle G}는 가해군이다.
- {\displaystyle N}과 몫군 {\displaystyle G/N}은 모두 가해군이다.

(초가해군이나 멱영군의 경우, 첫째 조건은 둘째 조건을 함의하나, 그 역은 성립하지 않는다.)
유한군 {\displaystyle G}의 경우, 다음 두 조건이 서로 동치이다.
- {\displaystyle G}는 가해군이다.
- 임의의 {\displaystyle g,h\in G}에 대하여, {\displaystyle \langle g,h\rangle \leq G}는 가해군이다.

(증명은 매우 복잡하다. 증명은 파이트-톰프슨 정리를 사용하는데, 이에 대한 증명 역시 매우 길다.)
가해군의 부분군은 가해군이다. 두 가해군의 반직접곱은 가해군이다. (특수한 경우로, 유한 개의 가해군의 직접곱은 가해군이다.) 두 가해군의 화환곱은 가해군이다.

### 필요충분조건
군 {\displaystyle G}에 대하여, 다음 두 조건이 서로 동치이다.
- {\displaystyle G}는 가해군이다.
- 유도열이 유한하다. 즉, {\displaystyle G^{(n)}=1}인 자연수 {\displaystyle n\in \mathbb {N} }이 존재한다.

유한군 {\displaystyle G}의 경우, 다음 조건들이 서로 동치이다.
- {\displaystyle G}는 가해군이다.
- 임의의 소수 집합 {\displaystyle \pi }에 대하여, 홀 {\displaystyle \pi }-부분군이 존재한다.
- 임의의 소수 {\displaystyle p}에 대하여, 홀 {\displaystyle (\mathbb {P} \setminus \{p\})}-부분군이 존재한다.
- 쉴로브 기저가 존재한다.

## 예
모든 아벨 군은 (자명하게) 가해군이다. 모든 멱영군은 가해군이다. 모든 유한 생성 멱영군은 초가해군이다.

### 가해 유한군
가해군이 아닌 가장 작은 군은 (크기가 60인) 교대군 {\displaystyle A_{5}}이다. 다시 말해, 크기가 59 이하인 모든 군은 가해군이다. 가해군이 아닌 군들의 가능한 크기는 다음과 같다. (OEIS의 수열 A056866)
60, 120, 168, 180, 240, 300, 336, 360, 420, 480, …
초가해군이 아닌 가장 작은 군은 (크기가 12인) 교대군 {\displaystyle A_{4}}이다. 초가해군이 아닌 군들의 가능한 크기는 다음과 같다. (OEIS의 수열 A066085)
12, 24, 36, 48, 56, 60, 72, 75, 80, 84, 96, 108, 112, 120, 132, …
주어진 크기의 초가해군의 수는 다음과 같다. (OEIS의 수열 A066083)
1, 1, 1, 2, 1, 2, 1, 5, 2, 2, 1, 4, 1, 2, 1, 14, …
즉, 예를 들어 크기가 4인 초가해군은 두 개(4차 순환군 및 클라인 4원군)가 있다.
파이트-톰프슨 정리에 따르면, 크기가 홀수인 모든 유한군은 가해군이다.
번사이드 정리에 따르면, 크기가
{\displaystyle p^{a}q^{b}}
의 꼴인 유한군은 가해군이다. 여기서 {\displaystyle p,q}는 소수이고, {\displaystyle a,b}는 음이 아닌 정수다.

### 가해 리 군
리 대수가 가해 리 대수인 연결 리 군은 가해군을 이룬다. 예를 들어, 실수 또는 복소수 상삼각 행렬들의 리 군은 가해 리 군이다.
모든 유한 차원 연결 가해 리 군은 유클리드 공간과 미분동형이다.

## 역사
가해군의 개념은 갈루아 이론에서 최초로 등장하였다. 갈루아 이론에서, 갈루아 군이 가해군인 갈루아 확대는 거듭제곱근으로 풀 수 있기 때문에 이러한 이름이 붙었다. 오늘날 가해군의 개념은 갈루아 이론뿐만 아니라 군론 전반적으로 널리 쓰인다.

## 같이 보기
- 가해 리 대수

## 참고 문헌
- Dummit, David S.; Richard M. Foote (2004). 《Abstract Algebra》 (영어) 3판. New York: Wiley. ISBN 978-0-471-43334-7. OCLC 248917264. [깨진 링크(과거 내용 찾기)]